# Orquesta de París
La Orquesta de París (francés: Orchestre de Paris) es una orquesta sinfónica francesa creada en 1967, con sede en París, cuyo actual Director Musical es Daniel Harding. Actualmente, la mayoría de sus conciertos se ofrecen en la Filarmónica de París.

## Historia
En 1967, después de la disolución de la Orquesta de la Sociedad de Conciertos del Conservatorio, el director Charles Munch fue llamado por el ministro de Cultura, André Malraux, y su Director Musical Marcel Landowski para crear una nueva orquesta en París. Sin embargo, Munch murió en 1968. No poco después entonces Herbert von Karajan fue escogido como Consejero Artístico en (1969-1971). Christoph von Dohnányi fue Consejero Artístico durante otro ínterin (1998-2000).
En 1998, la Salle Pleyel, la sede de la orquesta y la única gran sala de conciertos de París, fue comprada por un inversor privado antes de cerrar, forzando a la orquesta trasladarse al Théâtre Mogador en 2002. Tras las reformas, la orquesta volvió a la remozada Salle Pleyel en septiembre de 2006. La orquesta trasladó su sede a la nueva Philharmonie de Paris, tras su inauguración en enero de 2015.

## Directores Musicales
- Daniel Harding (2016-2018)
- Paavo Järvi (2010-2016)
- Christoph Eschenbach (2000–2010)
- Christoph von Dohnányi (1998–2000) (consejero artístico)
- Semyon Bychkov (1989–1998)
- Daniel Barenboim (1975–1989)
- Sir Georg Solti (1972–1975)
- Herbert von Karajan (1969–1971) (consejero musical)
- Charles Munch (1967–1968)